# Arteria del bulbo del pene
La arteria del bulbo del pene es una arteria corta y de gran calibre que se origina en el hombre como rama colateral de la arteria pudenda interna, y que se corresponde con la arteria del bulbo del vestíbulo en la mujer. En ambos sexos se denomina también arteria perineal profunda.

## Ramas
Se ramifica en ramos bulbares y uretrales.

## Trayecto
Nace de la pudenda interna entre dos capas de fascia del diafragma urogenital; discurre medialmente, perfora la fascia inferior del mencionado diafragma, y emite ramas que se ramifican en el bulbo del pene y en la parte posterior del cuerpo esponjoso. Da una pequeña rama  que irriga la glándula bulbouretral.

## Distribución
Irriga la glándula bulbouretral, el bulbo del pene y el cuerpo esponjoso de la uretra.

## Imágenes adicionales
|                            |
| Arterias y venas del pene. |

|                                                               |
| Sección transversal del pene, mostrando los vasos sanguíneos. |